# DBCP
El DBCP o 1,2-dibromo-3-cloropropano con fórmula (C3H5Br2Cl) es un plaguicida prohibido, bajo todas las formulaciones, por ser peligroso para la salud humana.

## Resumen de la medida de prohibición
- El registro se suspendió, en Canadá, en el 1977, no está permitido el uso en el control de plagas desde el 31 de diciembre de 1978.
- Fecha de entrada en vigor de la medida reglamentaria firme: 01/01/1978
- Efecto previsto de la medida reglamentaria firme en relación con la salud humana: El producto químico no está más registrado para el uso en el control de plagas en varios países que han adherido al Convenio de Róterdam, por ejemplo: Canadá.

El DBCP es el ingrediente activo de un nematicida usado como fumigante del suelo.

## Peligros y riesgos conocidos respecto a la salud humana
- Sospecha carcinogenicidad después de los resultados de los estudios preliminares en la alimentación.
- Sospecha esterilidad en los trabajadores industriales como resultado de la exposición.

El DBCP es un moderado depresante del sistema nervioso central y es irritante para los ojos, piel y tramo respiratorio. La sobre exposición aguda de los humanos al DPCB por inhalación puede causar efectos en el sistema nervioso central, con síntomas como somnolencia, narcosis, dolor de cabeza, náusea, mareo, cansancio y congestión pulmonar. Se ha reportado que la exposición a inhalación crónica afecta al hígado y riñón de ratas y ratones. 
| DBCP (2 estereoisómeros) | DBCP (2 estereoisómeros) |
| ------------------------ | ------------------------ |
| (R)-configuración        | (S)-configuración        |

La exposición crónica ocupacional al DBCP ocasionó disminución del número de esperma en los hombres, así como más nacimientos de hembras que de varones e infertilidad, sin embargo, no se notó asociación entre la exposición paternal y los defectos de nacimiento, prematuros, mortalidad o aborto espontáneo. 
En conejos expuestos crónicamente al DBCP por inhalación fueron observados efectos en los testículos y decremento en el número de esperma. No hay datos humanos disponibles para evaluar la carcinogenicidad del DBCP en el hombre, sin embargo, ratas y ratones expuestos por inhalación desarrollaron tumores nasales. 
El DBCP está considerado como probable carcinógeno humano por la EPA U.S. y como posible carcinógeno humano por la IARC